# Un homme est mort (film, 1972)
Pour les articles homonymes, voir Un homme est mort.
Pour plus de détails, voir Fiche technique et Distribution.
Un homme est mort (The Outside Man en anglais) est un film franco-italo-américain réalisé par Jacques Deray, sorti en 1972.

## Synopsis
Un contrat sur la vie de Kovacs, un important mafieux californien, est confié à Lucien, un tueur à gages français. En arrivant à Los Angeles, il s'installe dans un hôtel et se rend dans la luxueuse demeure de la victime. Trouvant l'homme seul, il l'abat et s'enfuit. 
De retour à l'hôtel, il découvre que sa chambre a été vidée, y compris son passeport et son billet d'avion. En ressortant, il découvre qu'il est suivi par un autre assassin qui essaie de le tuer. 
Pour échapper à son poursuivant, il prend une femme en otage et se terre dans son appartement. N'ayant qu'une arme et de l'argent, il ne peut survivre longtemps. Il appelle son patron à Paris, Antoine, qui lui dit de retrouver une vieille amie, Nancy, qui travaille dans un bar de strip-tease.
Au journal télévisé, il voit le reportage sur le meurtre de Kovacs, mais la description du suspect ne lui correspond pas. Il trouve Nancy, qui le cache et lui obtient un passeport. 
Lorsque Lenny, le poursuivant de Lucien, les retrouve tous les deux dans un motel, Lucien le capture et lui explique la situation. Lucien a été engagé pour éliminer Kovacs et Lenny pour éliminer Lucien, mais qui les a engagés ? La réponse est claire : c'est le fils de Kovacs, qui a hérité de l'empire lucratif de son père et de sa femme-trophée. 
Lucien explique à Lenny que le jeune Kovacs cherchera à l'éliminer à son tour pour faire disparaître tout témoin. Lenny fait mine d'accepter d'accompagner Lucien pour se débarrasser du jeune Kovacs, puis tente de le tuer, mais Lucien est plus rapide et l'abat. Son cadavre est retrouvé devant la maison Kovaks ce qui éveille les soupçons de la police.
Antoine arrive de Paris pour assister à l'enterrement du vieux Kovacs, qui se termine par une fusillade sauvage. Antoine tire sur le jeune Kovacs, mais est ensuite lui-même abattu par la police. Lucien parvient à s'enfuir, mais meurt plus tard de blessures par balle.

## Fiche technique
- Titre : Un homme est mort
- Titre américain : The Outside Man
- Titre italien : Funerale a Los Angeles
- Réalisateur : Jacques Deray
- Scénario : Jacques Deray, Jean-Claude Carrière et Ian McLellan Hunter
- Musique : Michel Legrand
- Photographie : Silvano Ippoliti (it) et Terry K. Meade
- Directeur artistique : Kenneth A. Reid
- Décors : Harold Michelson
- Costumes : Gérard H. Alpert et Eilish Zebrasky
- Montage : William K. Chulack et Henri Lanoë
- Producteur : Jacques Bar, pour Cité Films, General Production Company, Les Productions Artistes Associés et Mondial Televisione Film
- Pays de production :  France,  Italie et  États-Unis
- Langue de tournage : anglais
- Genre : action, drame et thriller
- Format : couleur (Technicolor)
- Durée : 104 minutes
- Dates de sortie :
  - Italie : 21 décembre 1972
  - France : 18 janvier 1973
  - États-Unis : janvier 1973

## Distribution
- Jean-Louis Trintignant : Lucien Bellon
- Ann-Margret : Nancy Robson
- Roy Scheider (VF : Pierre Vaneck) : Lenny, le tueur
- Angie Dickinson (VF : Nadine Alari) : Jackie Kovacs
- Georgia Engel (VF : Monique Tarbès) : Mme Barnes
- Felice Orlandi (VF : William Sabatier) : Anderson
- Carlo De Mejo : Karl
- Michel Constantin : Antoine
- Umberto Orsini (VF : André Falcon) : Alex Kovacs
- Carmen Argenziano : le deuxième « faucon »
- Rico Cattani (VF : Albert Augier) : le majordome des Kovacs
- Ted de Corsia (VF : Henry Djanik) : Victor Kovacs
- Ed Greenberg : l'auto-stoppeur mystique
- Jackie Earle Haley : Eric
- John Hillerman (VF : Henri Poirier) : le gérant de la boutique
- Jon Korkes : le premier « faucon »
- Connie Kreski : Rosie, la prostituée
- Ben Piazza : le réceptionniste
- Alex Rocco : Miller
- Talia Shire : la maquilleuse des pompes funèbres
- Lionel Vitrant : Paul, le comparse d'Antoine

## Sortie vidéo
Le film sort en DVD dans la collection Gaumont Découverte DVD en octobre 2020.